# FC Utrecht in het seizoen 2010/11 (vrouwen)
Het seizoen 2010/2011 is het 4e jaar in het bestaan van de Utrechtse vrouwenvoetbalclub FC Utrecht. De club kwam uit in de Eredivisie en heeft deelgenomen aan het toernooi om de KNVB beker.

## Wedstrijdstatistieken

### Eredivisie
|                    | FC Twente | ADO Den Haag | AZ        | sc Heerenveen | VVV-Venlo | Willem II | FC Zwolle |
| ------------------ | --------- | ------------ | --------- | ------------- | --------- | --------- | --------- |
| Thuis              | 1 – 1     | 2 – 1        | 1 – 0     | 2 – 2         | 1 – 0     | 2 – 2     | 3 – 2     |
| Uit                | 0 – 0     | 4 – 1        | 2 – 2     | 0 – 0         | 1 – 0     | 3 – 1     | 1 – 3     |
| 3e wedstrijd (T/U) | 1 – 1 (T) | 4 – 0 (U)    | 0 – 0 (T) | 2 – 1 (U)     | 1 – 1 (U) | 2 – 1 (T) | 1 – 6 (U) |

### KNVB beker
| Achtste finale                           | DTS Ede    | 1 – 5 (? – ?) | FC Utrecht      |  |
| Plaats: Ede Sportpark Inschoten          | Onbekend   |               | Onbekend        |  |
| Kwartfinale                              | FC Utrecht | 0 – 1 (0 – 0) | sc Heerenveen   |  |
| Plaats: Utrecht Sportcomplex Zoudenbalch |            |               | 80' Sylvia Smit |  |

## Statistieken FC Utrecht 2010/2011

### Eindstand FC Utrecht Vrouwen in de Eredivisie 2010 / 2011
| Stand | Gespeeld | Gewonnen | Gelijk | Verloren | Punten | Doelpunten voor | Doelpunten tegen | Gele kaarten | Rode kaarten |
| ----- | -------- | -------- | ------ | -------- | ------ | --------------- | ---------------- | ------------ | ------------ |
| 5e    | 21       | 7        | 9      | 5        | 30     | 30              | 29               | 5            | 0            |

### Topscorers
| #                | Naam                   | Goal |
| ---------------- | ---------------------- | ---- |
| 1.               | Dominique Vugts        | 10   |
| 2.               | Rowena Blankenstijn    | 6    |
| 3.               | Kirsten Koopmans       | 5    |
| 4.               | Manon van den Boogaard | 3    |
| 5.               | Tessa Oudejans         | 2    |
| 6.               | Joniek Bonnes          | 1    |
| 6.               | Babiche Roof           | 1    |
| 6.               | Mandy Versteegt        | 1    |
| Eigen doelpunten |                        |      |
| 1.               | Jessica Fishlock (AZ)  | 1    |
| Totaal           | Totaal                 | 30   |

| #      | Naam                     | Goal |
| ------ | ------------------------ | ---- |
| –      | Onbekend (Tegen DTS Ede) | 5    |
| Totaal | Totaal                   | 5    |

### Kaarten
| #      | Naam             |   |
| ------ | ---------------- | - |
| 1.     | Hélène Heemskerk | 3 |
| 2.     | Dominique Vugts  | 1 |
| 2.     | Tula de Wit      | 1 |
| Totaal | Totaal           | 5 |

| #      | Naam        |   |
| ------ | ----------- | - |
| –      | Geen speler | 0 |
| Totaal | Totaal      | 0 |

| #      | Naam        |   |
| ------ | ----------- | - |
| –      | Geen speler | 0 |
| Totaal | Totaal      | 0 |